# الخنساء (مجلة إلكترونية)
الخنساء هي مجلة إلكترونية نسائية أُطلِقَت في 2004 تابعة لفرع تنظيم القاعدة في شبه الجزيرة العربية. تم تأسيسها من قبل زعيم تنظيم القاعدة في جزيرة العرب عبد العزيز المقرن قبل وفاته بفترة وجيزة. قدمت المجلة مشورات نسائية بشأن الإسعافات الأولية للمصابين، وكيفية تربية الأطفال على الجهاد والتدريب البدني للنساء. سُميت المجلة على اسم الشاعرة العربية والصحابية الخنساء التي قُتل أبناءها الأربعة في الجهاد.